# La dama del abanico (Sánchez Coello)
La dama del abanico es un óleo realizado hacia 1570-1573 por el pintor español Alonso Sánchez Coello. Sus dimensiones son de 62,6 × 55 cm.
Se cree que este cuadro era originalmente de mayores dimensiones debido al recorte de la mano derecha de la dama, la disposición de sus brazos y la irregularidad del perímetro. Representa a una dama desconocida de alta alcurnia, antaño identificada como una infanta de España, quizá una hermana de Felipe II.
Se conserva en el Museo del Prado, Madrid.